# 大学滨河路的狮身人面像

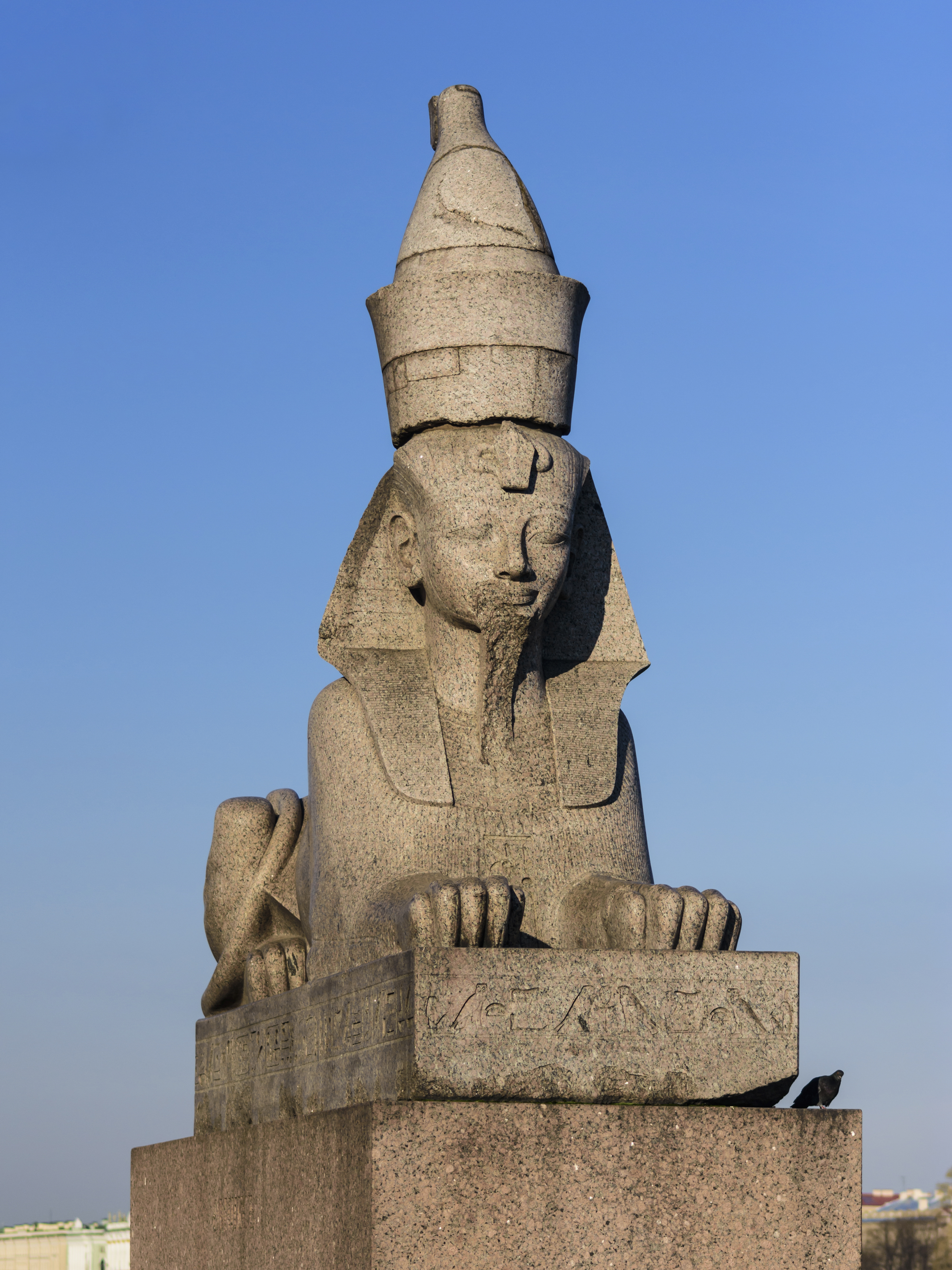

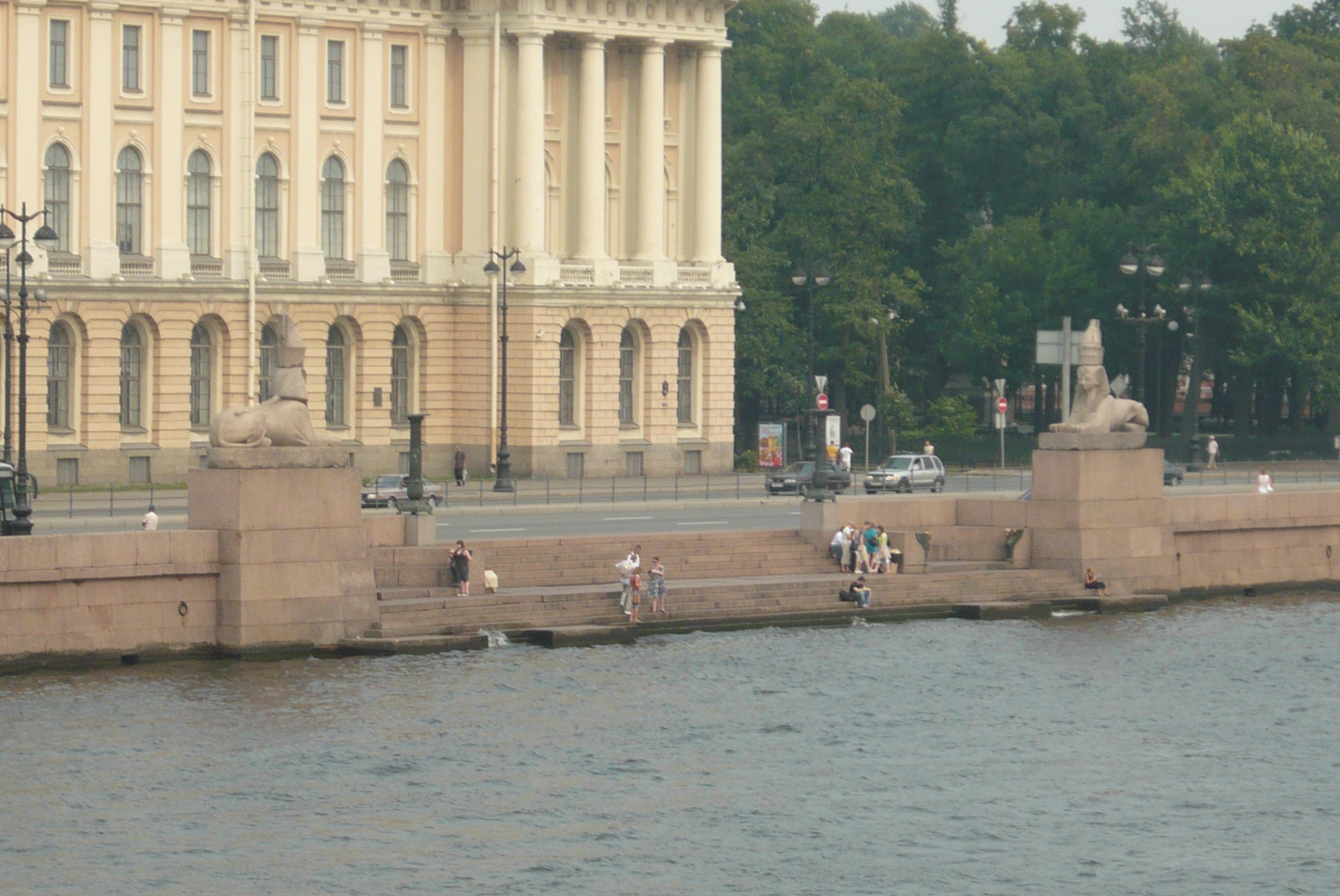

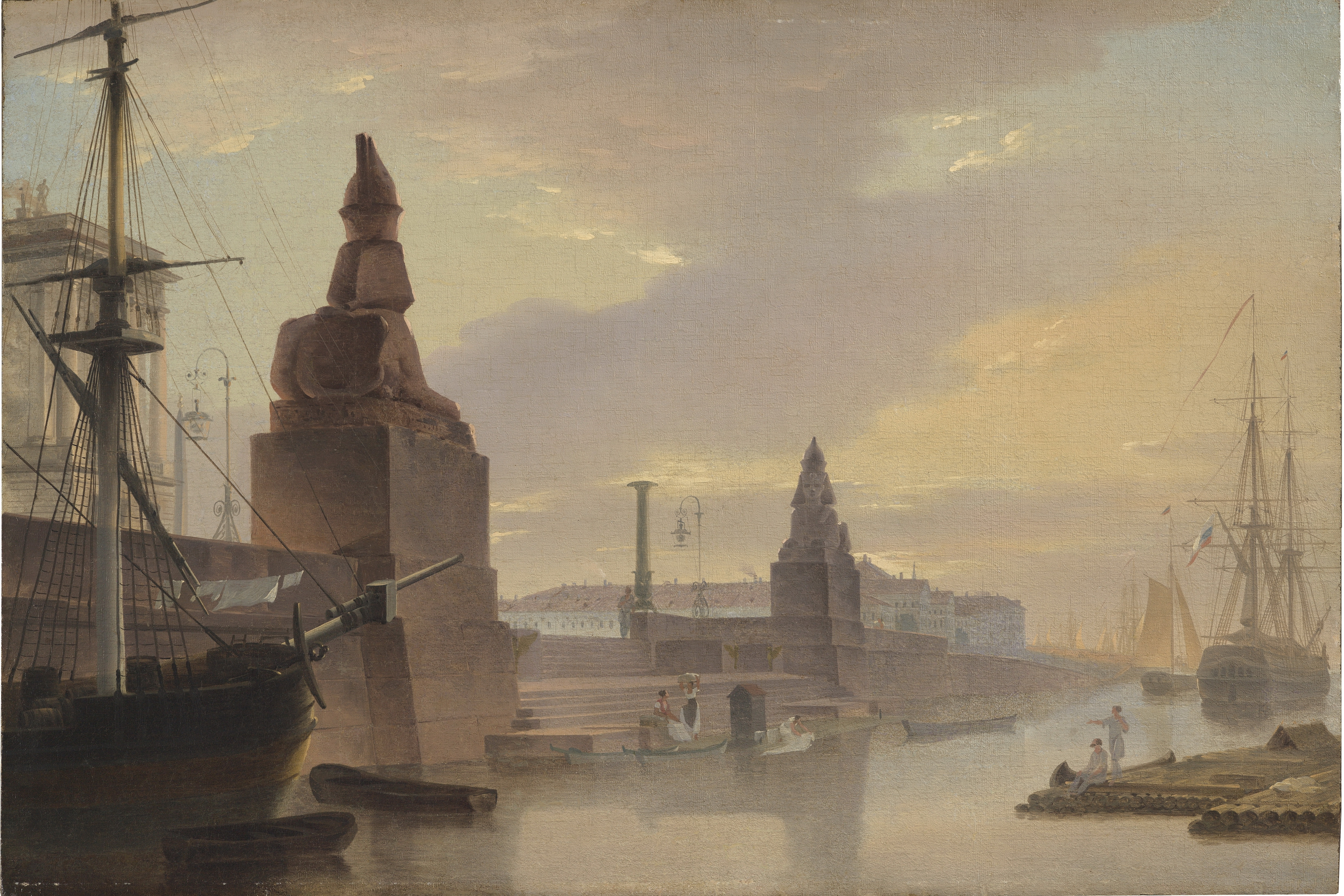

大学滨河路的狮身人面像（Сфинксы на Университетской набережной）位于俄罗斯圣彼得堡瓦西里岛东端接近中区的大学滨河路，列宾美术学院门前。这是两尊古埃及的狮身人面像，在1832年埃及狂热症高潮时期来到俄罗斯，于1834年安放到位。

## 历史
收购圣彼得堡美术学院门前大学滨河路上的狮身人面像，要归功于安德烈·穆拉维约夫。1830年，他前往圣地朝圣。在亞歷山卓，他看到在出售狮身人面像。古老的雕塑给他留下了深刻的印象，他立即给俄罗斯大使写了一封信，信中他提议购买。这封信被大使寄回圣彼得堡，收信者尼古拉一世又将信寄给美术学院。最后，当这些官僚主义的难题得到解决时，业主已经把狮身人面像卖给了法国。只是因为法國七月革命，它们才终于在1832年到达圣彼得堡。
头两年，它们被放置在美术学院的院子里。这时，决定在附近的滨河路上建立一个码头，由建筑师康斯坦丁·托恩设计。狮身人面像在1834年安放到了河边的位置。

## 描述
圣彼得堡狮身人面像大约已有3500年的历史。它们的制作材料是正長岩，最初位于埃及底比斯附近 (卢克索)，供奉埃及第十八王朝法老阿蒙霍特普三世的宏伟神庙前面。它们的脸，就是阿蒙霍特普三世的肖像，头上戴的红白双冠，表明他是上埃及和下埃及两个王国的统治者。狮身人面像每只重约23吨。

## 外部鏈結
- Cultural heritage of Russia, monument #7810705002, Пристань со сфинксами фараона Аменхотепа III
- «Петербургские сфинксы. Солнце Египта на берегах Невы»—СПб.: Издательство «Журнал “Нева”», 2005,—304 с., ил.

59°56′13″N 30°17′27″E / 59.9370°N 30.2908°E